# Pneumoviridae
Pneumoviridae је фамилија РНК вируса са негативним РНК ланцима из реда Mononegavirales.  Људи, говеда и глодари су природни домаћини ових вируса.  Поједине инфекције респираторног тракта су повезане са вирусима из ове фамилије, попут хуманог респираторног синцицијалног вируса. У фамилији постоји пет врста сврстаних у два род,а Metapneumovirus и Orthopneumovirus. Ова фамилија вируса раније се сматрала потфамилијом фамилије Paramyxoviridae, али је 2016. рекласификована.

## Структура вируса
Пнеумовируси су плеоморфни вируси, способни да производе сферне и филаментозне вирионе (вирусне честице) са омотачем, који варирају у величини од 150 до 200 nm у пречнику. Нуклеокапсид има спиралну симетрију, пречник од 13,5 nm и спирални завој од 6,5 nm. 

## Геном
Геном пнеумовируса се састоји од несегментисане једноланчане РНК негативног ланца. Величине је око 15 хиљада нуклеотида и кодира укупно једанаест протеина.  Јединствена карактеристика генома је ген M2, који кодира протеине M2-1 и M2-2. Протеин M2-1 је карактеристичан за пнеумовирусе и ниједан хомолог овог протеина није до сада пронађен ни у једној другој вирусној фамилији. Овај протеин функционише као фактор процесивности за вирусну РНК зависну РНК полимеразу и промовише синтезу вирусне РНК.  Вируси у овој породици су често повезани са респираторним инфекцијама и преносе се путем респираторних секрета. 

## Репликација
Пнеумовируси се репликују у цитоплазми ћелије домаћина.   Најпре се вирус везује за HN-гликопротеинске рецепторе присутне на површини ћелије.  Затим се дејством фузионог протеина вирус спаја са плазма мембраном домаћина и ослобађа се нуклеокапсид.  Пре него што се подвргне репликацији, иРНК се транскрибује и синтетишу се вирусни протеини. Транскрипција зависи од вирусно кодиране РНК-зависне РНК-полимеразе, која се везује за геном на 3' региону и затим транскрибује сваки ген у низу. Транслацију вирусних протеина врше рибозоми ћелије домаћина.   Када је доступно довољно протеина P, N, L и M2 за стварање капсида око новореплицираног генома, вирус се репликује.   Када се склоп вириона заврши, вирион излази из ћелије домаћина пупљењем. 

## Инфекција код људи
Хумани метапнеумовирус (ХМПВ) је први пут класификован као пнеумовирус 2001. године. Овај вирус је други најчешћи узрок инфекције доњих респираторних путева код деце. Пнеумовируси су средње величине, величином су између вируса из породица Paramyxoviridae и Orthomyxoviridae. Цитоплазматске инклузије хуманог метапнеумовируса су знатно гушће него код других вируса у фамилији. Метапнеумовирусна инфекција код људи је веома слична обичној прехлади; то је инфекција горњих дисајних путева. Обично се дешава у зиму и рано пролеће. Ова специфична инфекција је најчешћа код деце, посебно млађе од пет година. Уобичајени симптоми укључују цурење из носа, зачепљеност, бол у грлу, кашаљ, главобољу и грозницу, што се може погрешно схватити као прехлада. Инфекција обично престаје након неколико дана. Код старијих од 75 година постоји разлог за забринутост, јер инфекција може довести до упале плућа .     